# 松本清雄
松本 清雄（まつもと きよお、1973年1月20日 - ）は、日本の実業家。マツモトキヨシ創業者の松本清の孫で、マツキヨココカラ&カンパニー代表取締役社長、マツモトキヨシグループ代表取締役社長を務める。

## 人物・経歴
千葉県出身。マツモトキヨシホールディングス初代代表取締役社長の松本南海雄は父。東海大学付属望星高等学校中退。1995年マツモトキヨシ入社。2005年取締役商品部長に昇格。2007年のマツモトキヨシホールディングス設立時に同社取締役に就任。
2011年からマツモトキヨシ代表取締役社長を務め、品ぞろえの見直しなどを進めた。2014年からマツモトキヨシホールディングス代表取締役社長を務め、不採算店舗の閉鎖などを進めて純利益の増益を果たしたが、売上では2017年にウエルシアホールディングスに抜かれ22年ぶりに業界トップの交代となった。